# RMS Lucania
RMS Lucania – brytyjski parowiec, a zarazem liniowiec, należący do Cunard Line. Zbudowany w stoczni Fairfield Shipbuilding and Engineering Company w Szkocji. Był siostrzanym statkiem RMS Campania i posiadał takie same wymiary. Najbardziej luksusowy i najdłuższy (wraz z siostrą) statek pasażerski do 1907 roku. Błękitną Wstęgę Atlantyku zdobył w 1894 roku i posiadał ją do 1898. Dla Cunard Line służył 14 lat, po czym oddano go na złom. Następczyniami RMS Lucania i RMS Campania były RMS "Mauretania" i RMS Lusitania.